# 西布礁
（越南语：／），为南中国海南沙群岛中的一个礁盘，现为马来西亚实际控制。目前中华人民共和国、中华民国、越南及菲律宾等国亦称对其拥有主权。

## 名稱
美国地名委员会使用的名称为「Erica Reef」（埃里卡礁），马来西亚称为「Terumbu Siput」（西布礁，意爲「螺礁」），中国则称簸箕礁。
1935年中华民国水陆地图审查委员会审定公布《中国南海各岛屿华英地名对照一览表》，「Erica Reef」並不在列。1947年中华民国内政部公布的《南海诸岛新旧名称对照表》也是如此。1983年中华人民共和国中国地名委员会公布的《我国南海诸岛部分标准地名》，則使用了“簸箕礁”的名称。簸箕礁呈椭圆形，状如簸箕，故名。涨潮时仅东段若干礁石露出。

## 地理
西布礁是一座小型圆形礁石，在退潮时几乎完全干涸，包围着一个浅潟湖。涨潮时东段仍可见几块岩石。外礁是陡坡而非断崖，直通深水。在每个礁石上，南壁陡峭而其他则为斜坡，地形如此是因为潮流和阳光的方向促进了珊瑚生长。

## 歷史
1999年4月，马来西亚占领西布礁，此后马来西亚皇家海军一直在此维持着一个名为“Sierra站”的海军驻地。